# Wired
Wired (engl. ožičen), američki mjesečnik i najutjecajnija tiskovina iz područja razvojnih tehnologija, informatičke tehnologije, međumrežja, međumrežnog poduzetništva i cyber kulture. Njegovi suradnici skovali su pojmove dugog repa, netokracije i nabave iz mnoštva koji ostavili značajan utjecaj u statistici, računalstvu i drugim razvojnim tehnologijama.
Prvi broj mjesečnika izašao je za mjesece rujan/listopad 1993. Sjedište mjesečnika je u San Franciscu, što je i simbolično zbog blizine Silicijske doline, svojevrsne meke informatičkih i srodnih suvremenih tehnologija. Svojevrsnim "zaštitnikom časopisa" smatra se Marshall McLuhan, prvi teoretičar filozofije medija. Dio je medijske kuće Condé Nast, koja u svom vlasništvu drži i prestižni Vogue.
Za Wired su kao gostujući urednici u nekoliko navrata pisali i bivši američki predsjednik Barack Obama, filmski redatelji James Cameron, Christopher Nolan i J. J. Abrams, tenisačica Serena Williams te svjetski priznati arhitekt Rem Koolhaas i "otac Simsa" Will Wright.
Časopis ima posebna izdanja u Japanu, Italiji, Ujedinjenom Kraljevstvu i Njemačkoj, dok je američko izdanje ujedno i ono međunarodnog obilježja. Američko izdanje ima nakladu od preko 870 000 primjeraka, dok strana izdanja dosežu između 50 i 100 000.
Znao se naći na meti kritika zbog izraženog tehnološkog utopizma u svojim sadržajima, posebice pod uredničkom palicom Stewarda Branda, jednog od najznamenitijih tehnoutopista.